# خانه صادقی اردبیل
خانه تاریخی صادقی مربوط به دوره قاجار است و در اردبیل، محله اوچدکان، کوی سرتیپ آباد، واقع شده و این اثر در تاریخ چهارده اسفند ۱۳۸۶ با شمارهٔ ثبت ۱۴۴۶۵ به‌عنوان یکی آثار ملی ایران در فهرست آثار ملی ایران به ثبت رسیده‌است. بانی بنا، «حاج ابراهیم صادقی» بوده و فرزندش، «حاج یوسف صادقی» در تهیه نقشه و نحوه ساخت بنا نظارت داشته‌است.

## تاریخچه
بر اساس اطلاعات نگاشته شده از سوی نوه حاج ابراهیم صادقی در گوشه یک وقف نامه خانوادگی، ساخت این خانه از سال ۱۲۷۹ هجری قمری آغاز می‌شود و در سال ۱۲۸۳ هجری قمری به پایان می‌رسد.